# 第17回全国中等学校ラグビーフットボール大会
第17回全国中等学校ラグビーフットボール大会（だい17かいぜんこくちゅうとうがっこうラグビーフットボールたいかい）は、1935年（昭和10年）に兵庫県西宮市の甲子園南運動場で開催された、旧制中学校・実業学校および師範学校を対象としたラグビー競技大会である。

## 概要
大会史上初めて、同校優勝となった。

## 参加チーム
太字はシード校。
- 札幌商業学校（北海道・実業学校）（初出場）
- 秋田県立秋田工業学校（秋田県・実業学校）（6年連続6回目）
- 早稲田実業中学校（東京都）（6年ぶり4回目）
- 京都府立京都第三中学校（京都府）（6年ぶり3回目）
- 兵庫県立第二神戸中学校（兵庫県）（3年連続3回目）
- 天理中学校（奈良県）（2年ぶり6回目）
- 崇徳中学校（広島県）（初出場）
- 徳島県立徳島中学校（徳島県）（初出場）
- 福岡県立福岡中学校（福岡県）（3年連続7回目）
- 台北州立台北第一中学校（外地）（2年連続4回目）
- 京城師範学校（外地・師範学校）（6年連続6回目）
- 鞍山中学校[1]（外地）（4年連続4回目）

## 試合結果

### 1回戦
- 崇徳中3-39 京三中
- 秋田工3-5 京城師
- 早実0-27 札幌商
- 神戸二中5- 19 鞍山中

### 2回戦
- 京三中0-6 京城師
- 札幌商0-13 鞍山中
- 福岡中5-9 天理中
- 徳島中0-28 台北一中

### 準決勝
- 京城師0-3 鞍山中
- 天理中3-20 台北一中

### 決勝
引き分けにより同校優勝。どちらも初優勝で外地の中等学校である。
- 鞍山中 3-3 台北一中